# Cuca (gmina w okręgu Ardżesz)
Cuca – gmina w Rumunii, w okręgu Ardżesz. Obejmuje miejscowości Bălțata, Bărbălani, Cârcești, Cotu, Crivățu, Cuca, Lăunele de Sus, Măcăi, Mănești, Sinești, Stănicei, Teodorești, Valea Cucii i Vonigeasa. W 2011 roku liczyła 2108 mieszkańców.